# Inam Karimov
Inam Karimov (en azerbaïdjanais: Inam Kərimov; né le 6 juin 1977) est le président de la Cour suprême d'Azerbaïdjan. Entre 2012 et 2018, il a été président de l'Agence nationale pour la fonction publique et les innovations sociales sous le président de la République d'Azerbaïdjan (connu publiquement sous le nom de ASAN Service).

## Vie personnelle et professionnelle
Inam Karimov est né à Bakou le 6 juin 1977. Il a étudié au gymnase des sujets humanitaires entre 1984 et 1994. Il a poursuivi ses études au Richmond High School (École secondaire de Richmond) dans l'État de l'Indiana aux États-Unis entre 1994 et 1995.
Il est entré à la faculté de droit international de l'Université d'État de Bakou. Inam Karimov a obtenu un baccalauréat à l'Université de Strasbourg en droit en 1998–2000 ans et une maîtrise en droit à l'Université de la Sorbonne (Paris) en 2000–2002 ans.
Il a travaillé en tant que consultant en 2002 - 2004 ans et en tant que consultant principal en 2004 - 2012 à l'administration du président de la République d'Azerbaïdjan. Il a été secrétaire de la Commission de lutte contre la corruption de la République d'Azerbaïdjan au cours de la période 2005-2012.
Il a présidé la délégation de la République d'Azerbaïdjan au sein du Groupe d'Etats contre la corruption (GRECO) du Conseil de l'Europe au cours des années 2005 - 2012.
Il a été nommé au poste de président de l'Agence d'État pour la fonction publique et les innovations sociales sous la présidence de la République d'Azerbaïdjan par arrêté du président de la République d'Azerbaïdjan en date du 7 septembre 2012.
Lorsque le nouveau Cabinet des ministres de la République d'Azerbaïdjan s'est formé le 21 avril 2018, il a été nommé ministre de l'Agriculture par le président de la République d'Azerbaïdjan.
Il est titulaire d'un doctorat en droit de l'Université de Paris (Sorbonne).
Par décret du président de la République d'Azerbaïdjan Ilham Aliyev du 4 avril 2023, Inam Karimov a été nommé président de la Cour suprême de la République d'Azerbaïdjan.
Il parle anglais, français, russe et persan.
Karimov est marié et père de deux enfants.